# 扎科馬里亞
49°56′30″N 24°45′44″E / 49.94167°N 24.76222°E
扎科馬里亞（烏克蘭語：Закомар'я），是烏克蘭西部的村莊，隸屬利維夫州的佐洛奇夫區。該村面積1.35平方公里，海拔高度223米，2001年人口275，人口密度每平方公里204.01人。